# حسن ایرلو
حسن ایرلو (۱۰ خرداد ۱۳۳۸ – ۳۰ آذر ۱۴۰۰) نظامی و دیپلمات ایرانی و سفیر تام‌الاختیار و فوق‌العاده ایران در یمن بود. ایرلو از اعضای نیروی قدس سپاه پاسداران بود، که به درخواست قاسم سلیمانی مسئول میز یمن در ایران شد. وی در مهرماه ۱۳۹۹ به‌عنوان اولین سفیر رسمی ایران در یمن معرفی شد. او در تاریخ ۱۹ آذر ۱۳۹۹ توسط دولت آمریکا تحریم شد.
خبرگزاری ایرنا در یک قسمت که بعدها آن را از خروجی خود حذف کرد، نوشته بود که حسن ایرلو همان عبدالرضا شهلایی است. ولی وزارت خارجه آمریکا تأیید کرد که آنها دو فرد متفاوت هستند و پاداش برای دستگیری عبدالرضا شهلایی همچنان پابرجاست.

## پیشینه
- عضو نیروی قدس سپاه پاسداران[۵]
- کارشناس ارشد حوزهٔ عربی و شبه جزیره
- مسئول میز یمن در وزارت امور خارجه ایران پس از آغاز جنگ در سال ۲۰۱۵ در یمن
- هماهنگ‌کنندهٔ کمک‌های انسان‌دوستانهٔ ایران به یمن پس از آغاز جنگ
- معاون دستیار ویژهٔ وزیر خارجه در امور یمن در سال‌های ۱۳۹۴ تا ۱۳۹۹
- سفیر جمهوری اسلامی ایران در یمن از تاریخ ۶ آبان ۹۹

## تحریم
در تاریخ ۸ دسامبر ۲۰۲۰ ایالات متحده حسن ایرلو را مورد تحریم‌های مرتبط با تروریسم تحت فرمان اجرایی ۱۳۳۳۴ آمریکا قرار داده‌بود.

## مرگ
ایرلو در ۲۰ آذر ۱۴۰۰ به ویروس ناشناخته مبتلا شده بود و وزارت خارجه ایران مقدمات بازگشت ایرلو به ایران را فراهم کرد. تا اینکه بعد از گذشت یک هفته ایرلو با یک هواپیمای عراقی به ایران بازگشت. سرانجام حسن ایرلو بامداد ۳۰ آذرماه ۱۴۰۰ درگذشت. علی فدوی جانشین فرمانده کل سپاه دولت عربستان سعودی را مقصر مرگ ایرلو دانست.
سعید خطیب زاده، سخنگوی وزارت خارجه در ۳۰ آذر ۱۴۰۰ گفت که ایرلو از جانبازان شیمیایی جنگ ایران و عراق بوده و در محل مأموریت به کرونا مبتلا شد و پس از بازگشت در شرایط نامناسب، در سحرگاه درگذشت.

## عبدالرضا شهلایی
خبرگزاری جمهوری اسلامی (ایرنا) در یک قسمت از خبری که بعدها حذف شد، نوشته بود که حسن ایرلو همان عبدالرضا شهلایی است. ایرنا او را «رفیق و هم‌رزم» قاسم سلیمانی و «از فرماندهان مقاومت» معرفی کرد و در یک خط نوشته بود که او «به سردار شهلایی نیز معروف بود».
ساعاتی بعد، وزارت خارجه آمریکا تأیید کرد که آنها دو فرد متفاوت هستند و پاداش برای دستگیری عبدالرضا شهلایی همچنان پابرجاست.